# Fasanenstrasse
Fasanenstrasse (standardtysk: Fasanenstraße) er en gade i Berlins City West, i forvaltningsdistriktet Charlottenburg-Wilmersdorf. Gaden har haft sit navn siden 1901, til minde om det fasaneri Kong Frederik II af Preussen anlagde der i 1755.
Fasanenstrasse krydser blandt andet vestberlins store handelsgade Kurfürstendamm, Kantstrasse og Hardenbergstrasse. Flere kendte personer har gennem tiden boet i gaden, blandt andre den danske skuespillerinde Asta Nielsen, den russiske balletdanserinde Tatjana Gsovsky, samt den tyske forfatter Heinrich Mann.
Berlins daværende største synagoge, beliggende i Fasanenstrasse, blev angrebet og ildspåsat under Krystalnatten mellem d. 9. og 10. november 1938. Synagogen blev endeligt ødelagt under de allieredes bombninger af Berlin i 1943.